# Convento de Santo Domingo (Cartagena das Índias)

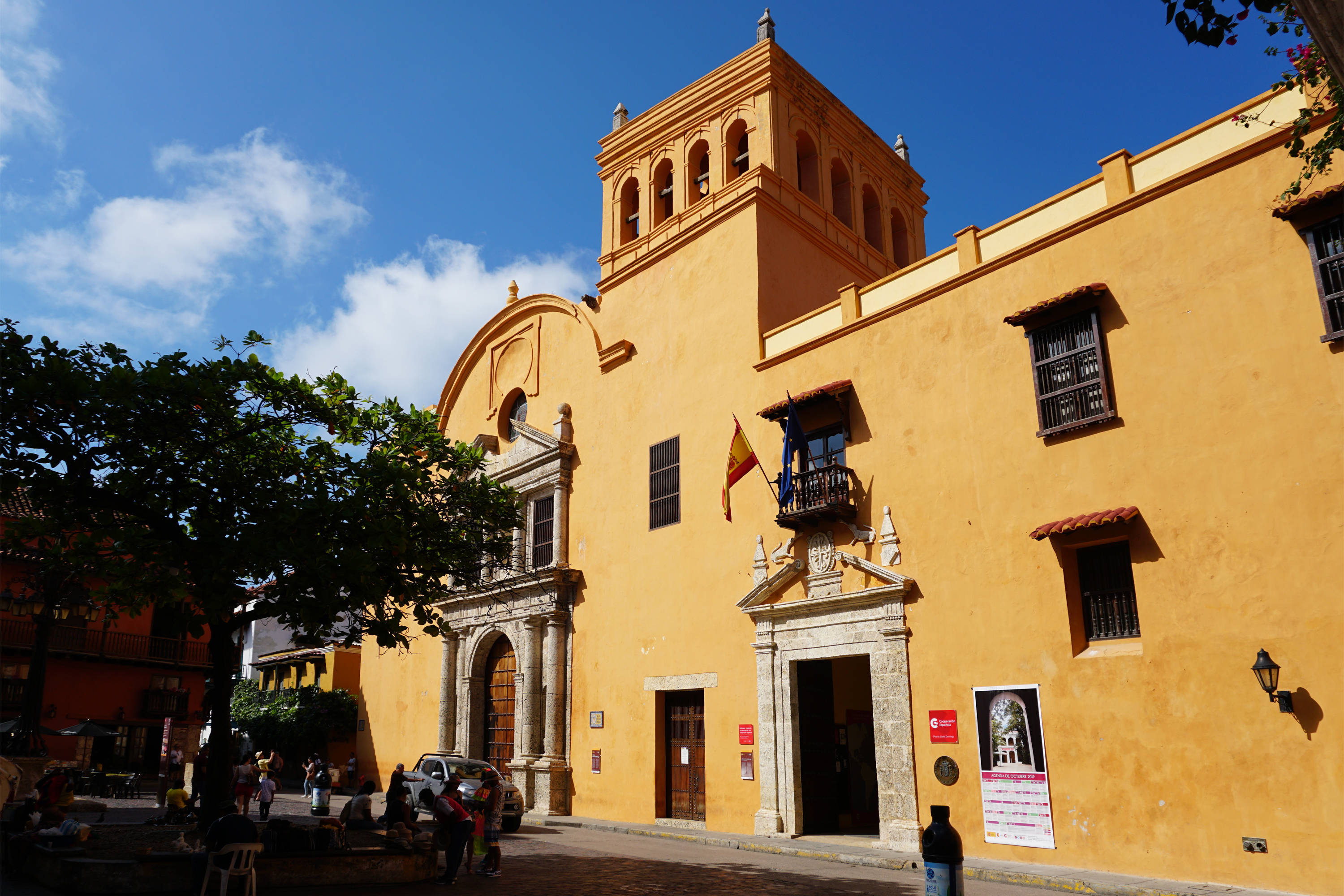
Fachada da Igreja e Convento de Santo Domingo

Convento de Santo Domingo é a igreja mais antiga da cidade colombiana de Cartagena das Índias.

## Histórico
O convento foi fundado em 1551 com o nome de "Convento de San José" na "Plaza de la Yerba", também conhecida por "Plaza de los Coches" (praça das carroças), e suas paredes eram de pau a pique. Em fevereiro de 1552 a cidade foi destruída em um grande incêndio que não poupou nem o prédio da igreja.
Em 1578 foi iniciada a reconstrução da igreja em um novo local e sua conclusão completa levaria 150 anos, sendo que em 1630 o edifício principal ficou pronto e com novo nome, agora como Convento de Santo Domingo, por ser uma igreja pertencente à Ordem dos Pregadores, ou Dominicanos.